# Erkki Kataja
Erkki Kataja, född 19 juni 1924 i Kuusankoski, död där 27 april 1969, var en finländsk friidrottare.
Kataja blev olympisk silvermedaljör i stavhopp vid sommarspelen 1948 i London.